# Holger Rasmussen (skuespiller)
 Der er flere personer med dette navn, se Holger Rasmussen.
Poul Johan Holger Christian Rasmussen (11. marts 1870 i Nyborg – 17. juni 1926 i Faxe Ladeplads) var en dansk skuespiller, filminstruktør, forfatter og teaterdirektør.
Holger Rasmussen debuterede på provinsscenen i 1893 og turnerede som provinsskuespiller indtil 1895, hvor han kom til Casino i København. Her fik han stor succes og blev indtil 1900, inden han skiftede til Dagmarteatret og blev i fem år, hvorefter han igen skiftede til Casino (1905-1910). Fra 1914-1919 var han desuden både sceneinstruktør og teaterdirektør på Casino. 
I 1908 debuterede han som stumfilmskuespiller og optrådte derefter i 10 film hos Nordisk Film. Allerede året efter (1909) sin debut blev han forfremmet til kunstnerisk direktør, men allerede året efter (1910) blev han afskediget igen og efterfulgt af August Blom. I 1912 blev han ansat hos Kinografen, hvor det på nær en rolle hos Benjamin Christensen i 1914 i filmen Det hemmelighedsfulde X, kun til få mindre filmroller.
Foruden skuespillet, har Holger Rasmussen skrevet flere bøger (romaner, noveller, digte og folkeskuespil – debuterede i 1898 med bogen Sommerbørn) og komponeret musik og skrev sange.
Holger Rasmussen var søn af gymnastiklærer I.I. Rasmussen og hustru Stine Rasmussen (pigenavn Nielsen). Den 18. juni 1897 blev han gift med skuespillerinden Ingeborg Rasmussen (pigenavn Uttenthal) (1868-1926). Han døde den 17. juni 1926 på Sydsjælland og er begravet på Holmens Kirkegård på Østerbro i København.

## Filmografi
- Gennem Livets Skole (1908) som skuespiller
- Alene i Verden (instruktør Viggo Larsen, 1908) som skuespiller
- Naar Djævle er paa Spil (1909) som instruktør
- Fødseldagsgaven (1910) som skuespiller
- Fugleskræmslet (1910) som skuespiller
- Sølvdaasen (ubekendt instruktør 1910) som skuespiller
- Hittebarnet (1910) som instruktør
- Hverm er hun? (1910) som skuespiller og skuespiller
- Den sorte hånd (1910) som skuespiller
- Mellem Pligt og Kærlighed (1910) som instruktør
- La Femme (1910) som instruktør
- Dobbeltgængeren (1910) som instruktør
- Kean (1910) som instruktør
- Flugten over Atlanterhavet (ubekendt instruktør, 1910) som skuespiller
- Magdalene (1910) som instruktør
- Modermærket (1910) som skuespiller
- Doktor Crippen og Miss le Nove (1910) som skuespiller
- De to Hjem paa Nørrebro (1911) som instruktør
- Guldgossen (ubekendt instruktør, 1912) som skuespiller (Sverige)
- Kansleren kaldet "Den sorte Panter" (ubekendt instruktør, 1912) som manuskriptforfatter og skuespiller
- Den lurende Død (1913) (ubekendt instruktør) som skuespiller
- Det hemmelighedsfulde X (instruktør Benjamin Christensen, 1914)
- Det røde Alfabet (1916) som instruktør
- Hittebarnet (1917) som instruktør